# 宇治山田神社
宇治山田神社（うじようだじんじゃ）は、伊勢神宮皇大神宮（内宮）の摂社。地元で興玉の森（おきたまのもり）と呼ばれる小高い丘の上に鎮座する。
本項目では、宇治山田神社と同座している、伊勢神宮皇大神宮末社の那自賣神社（なじめじんじゃ）についても記述する。

## 概要
本節では2社共通事項について記述する。
三重県伊勢市中村町の中村集落南西端に位置する。宮域は4反5畝（約4,463m2）。2社とも倭姫命が定めた神社であるという。
社殿は神明造で、写真にあるように玉垣に囲まれている。賽銭箱は置かれていない。社殿の周囲は苔に覆われている。

## 宇治山田神社
宇治山田神社は内宮の摂社33社のうち、第13位である。祭神は山田比賣命（ようだひめのみこと、山田姫命とも）。大水上神（おおみなかみのかみ）の子で、水神であるとされる。
同じ内宮の摂社である堅田神社とともに、式内社の「大國玉比賣神社」の論社である。

## 那自賣神社
那自賣神社は内宮の末社16社のうち、第13位である。祭神は大水上御祖命（おおみなかみのみおやのみこと）と御裳乃須蘇比賣命（みものすそひめのみこと）。両祭神とも五十鈴川（御裳濯川）の水の守護神とされる。御裳乃須蘇比賣命は大水上神の御魂と伝承される。正殿は中絶し、宇治山田神社と同座する。
元伊勢の1社である奈尾之根（なおしね）宮は現在の伊勢市宇治中之切町にあったと推測されるが、那自賣神社と名前が似ており、奈尾之根宮が那自賣神社の旧社地であったのではないか、という説がある。『宇治山田市史』では宇治中之切町の中世以前の地名が「那自賣」であり、「納米」（なうしね）の転訛だとしているが、なぜこの地が「納米」を意味する「那自賣」と名付けられたのか謎であるとした。

## 歴史
宇治山田神社が論社となっている大國玉比賣神社は『延喜式』に記載されているものの、『皇太神宮儀式帳』には記述がなく、現代の伊勢市および度会郡域に同名の神社はない。近世には御巫清直が『二宮管社沿革考』の中で「本社大國玉比賣社ハ宇治山田社ノ一名トシ、神名帳ニ榎村社トアルヲ堅田社ノ異名トシテ」と記述し、宇治山田神社を大國玉比賣神社であると述べている。『特選神名牒』では断定はしていないものの宇治山田神社が大國玉比賣神社である可能性を示している。ただし堅田神社を大國玉比賣神社に比定する説も強い上、宇治山田神社・堅田神社ともに地域に大國玉比賣神社に関する伝承等は残っていない。
1874年（明治7年）、鴨下神社・津布良神社・大津神社とともに宇治山田神社の社殿が再興された。1911年（明治44年）3月に宇治山田神社社殿の建て替えが行われている。その後1933年（昭和8年）に建て替えられ、1959年（昭和34年）に大修繕を行ったので、27年目に遷御が行われた。その後2018年（平成30年）に遷御が行われている。

## 周辺
中村集落の中にある。神社のある興玉の森は周囲から目立つが、神社への入り口は少し分かりづらい。近隣には五十鈴川が流れ、御側橋（おそばばし）を越えた先には五十鈴公園（三重県営総合競技場）がある。
公共交通
- 近鉄鳥羽線五十鈴川駅より南へ約800m[2]。
- 三重交通バス中村町バス停より徒歩約5分（約450m）、浦田町より徒歩約8分（約700m）。

自家用車
- 伊勢自動車道伊勢ICより国道23号（南勢バイパス）を南へ約2分（約1.5km）。付近に伊勢市営宇治駐車場（1時間を超えると有料）[10]がある。